# Òscar Estruga i Andreu
Òscar Estruga i Andreu (Villanueva y Geltrú, 1933) es un pintor y escultor español. También se dedica al dibujo, el grabado y la cerámica.

## Trayectoria
Se formó en la Escuela Industrial de Vilanova y Geltrú donde realizó estudios de peritaje industrial y diseñó durante un tiempo maquinaria y utillaje agrícola. Al mismo tiempo, practicó el dibujo y la pintura. Asistió a las clases de Salvador Masana i Mercadé y, a nivel local, realizó alguna exposición en las Galerías Ramblas y dibujos en prensa. Expuso por primera vez en Barcelona en 1957. Expuso en la sala del Ateneo, en las Galerías Laietanes y en la Sala Dalmau. En 1959, con 25 años se estableció en Madrid, donde frecuentó el Círculo de Bellas Artes. En 1960, expuso en la galería Fernando Fe. A raíz de su estancia en Madrid, se empezó a dedicar a la escultura, siendo esta faceta una de las más destacadas.
En 1963, participó en la Exposición Nacional de Artes Plásticas y fue  a partir de este momento, que las exposiciones empezaron a suceder con regularidad, algunas a destacar son las Bienales de São Paulo (Brasil, 1969 y 1974), Middelheim (Bélgica, 1969), Rijeka (Yugoslavia, 1980) y Nicea (Grecia, 1985).
Diseñó los nuevos vestidos, utensilios, accesorios e imagen gráfica del Baile de diablos de Villanueva y Geltrú que se estrenaron en la Fiesta Mayor de 2016. Además, Estruga ha ilustrado libros de bibliofilia con la técnica del grabado.
Su obra se puede encontrar en diferentes en fundaciones y colecciones privadas del mundo, así como en el Museo de Arte Contemporáneo de Ibiza, en el Museo de Managua (Nicaragua), en el Instituto Smithsoniano de Estados Unidos, o en la Biblioteca Museo Víctor Balaguer, entre otros.

## Libros de bibliofilia
Es ilustrador de libros de poesía y narraciones. Con diferentes técnicas de dibujo y grabado, ha ilustrado:
- 1966 – El libro de sonetos.
- 1967 – Rubaiyat de Omar Kheyyan. Ediciones Marte.
- 1967 – El Libro del Buen Amor. Ediciones Marte, colección "Pliego de Cordel".
- 1978 – Égloga I de Garcilaso de la Vega.
- 1981 – La isla del hada de Edgar Allan Poe.
- 1999 – Los preludios de mi lira de Manuel de Cabanyes.

## Escultura
Los temas que trata su escultura son escenas de la mitología mediterránea y de la antigüedad clásica griega. Los personajes son preferentemente mujeres, hombres y animales, algunos de ellos mitológicos. Trabaja el hierro, el acero y el bronce. También realiza esculturas públicas para lugares destacados de algunas ciudades:
- 1969 – Monumento a la Mecanización del Campo. Escuela de Ingenieros Agrícolas. Ciudad Universitaria de Madrid.
- 1983 – Pájaro bebiendo agua. Yeda, Arabia Saudí.
- 1991 – Pasífae. Playa de Ribes Roges, Villanueva y Geltrú (colocada sobre pedestal de cemento en 1993).[7]
- 1993 – Instantánea Melancólica. Jardines del Colegio de España en París, dentro de la ciudad universitaria.
- 2012 – Ariadna en el círculo. Plaça Mediterrània, Villanueva y Geltrú.
- Tres personajes integrados. Museo de Arte Contemporáneo (Madrid).
- Aristeo. Huelva.
- Divinidad poco influyente. Aeropuerto de Barajas, Madrid.
- Mujer con aro. BBVA, Madrid.
- Rotación. Sede de Foster Wheeler. Las Rozas de Madrid.

## Galería

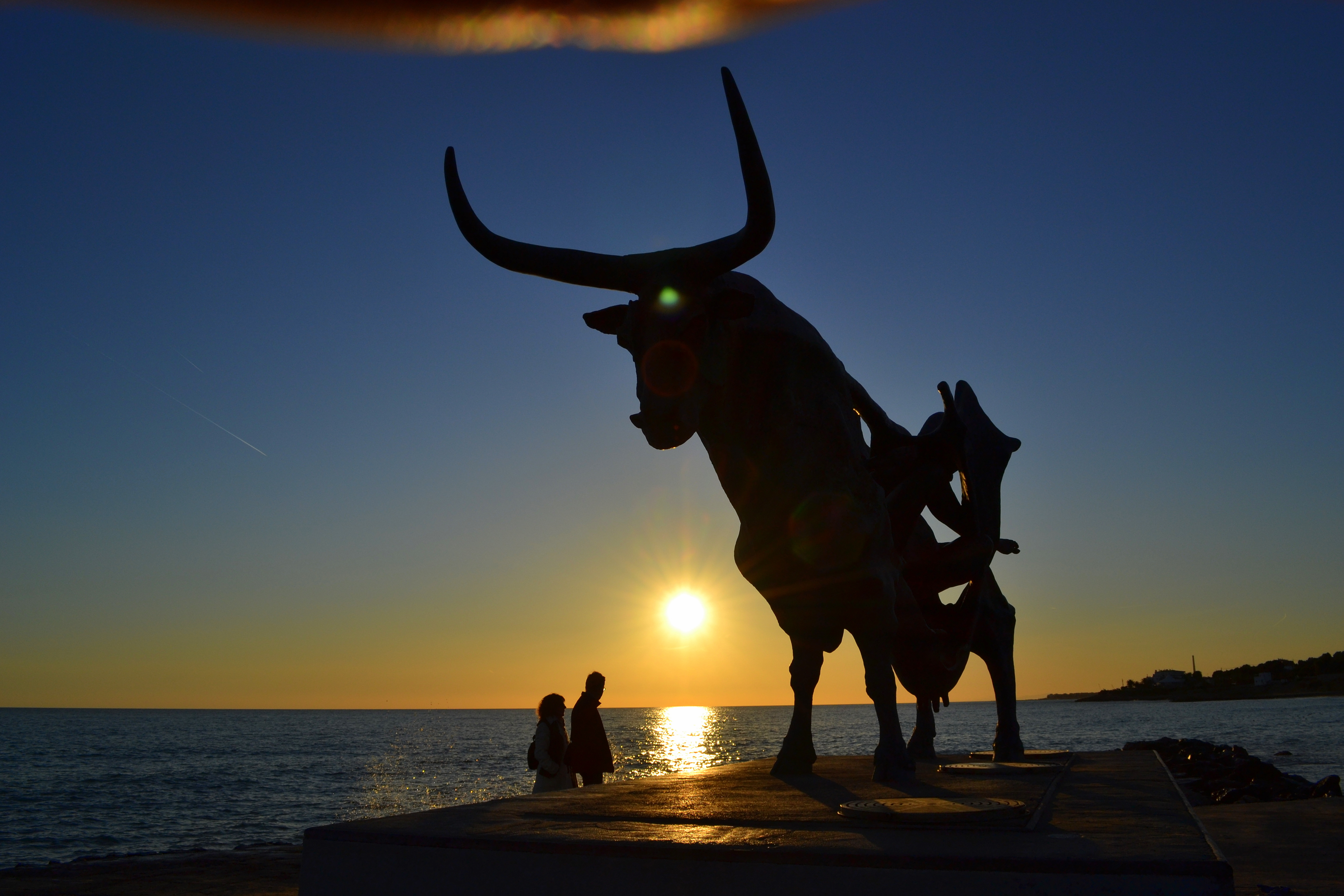
Pasífae, Vilanueva y Geltrú, Barcelona
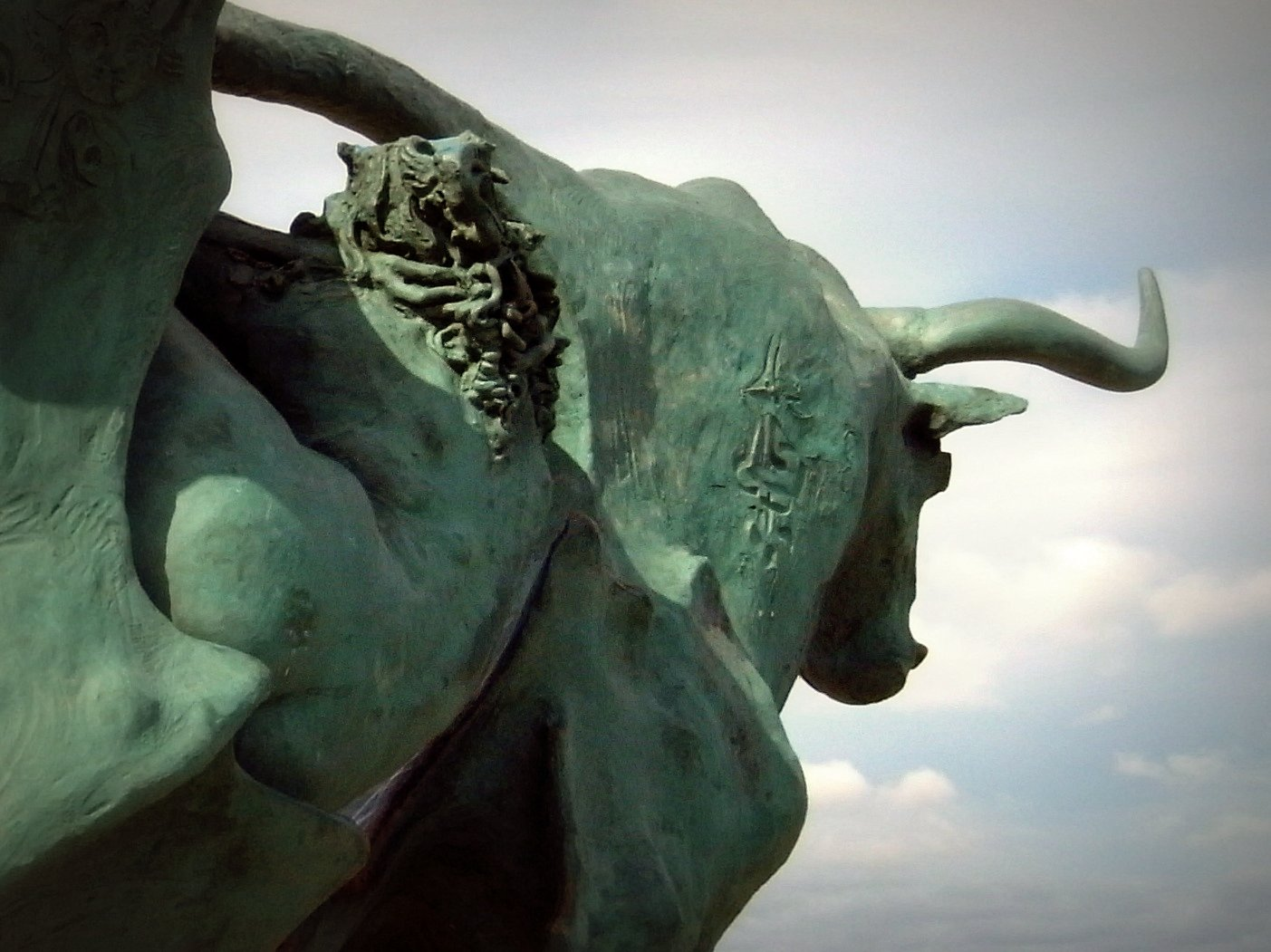
Pasífae (detalle), Vilanueva y Geltrú, Barcelona
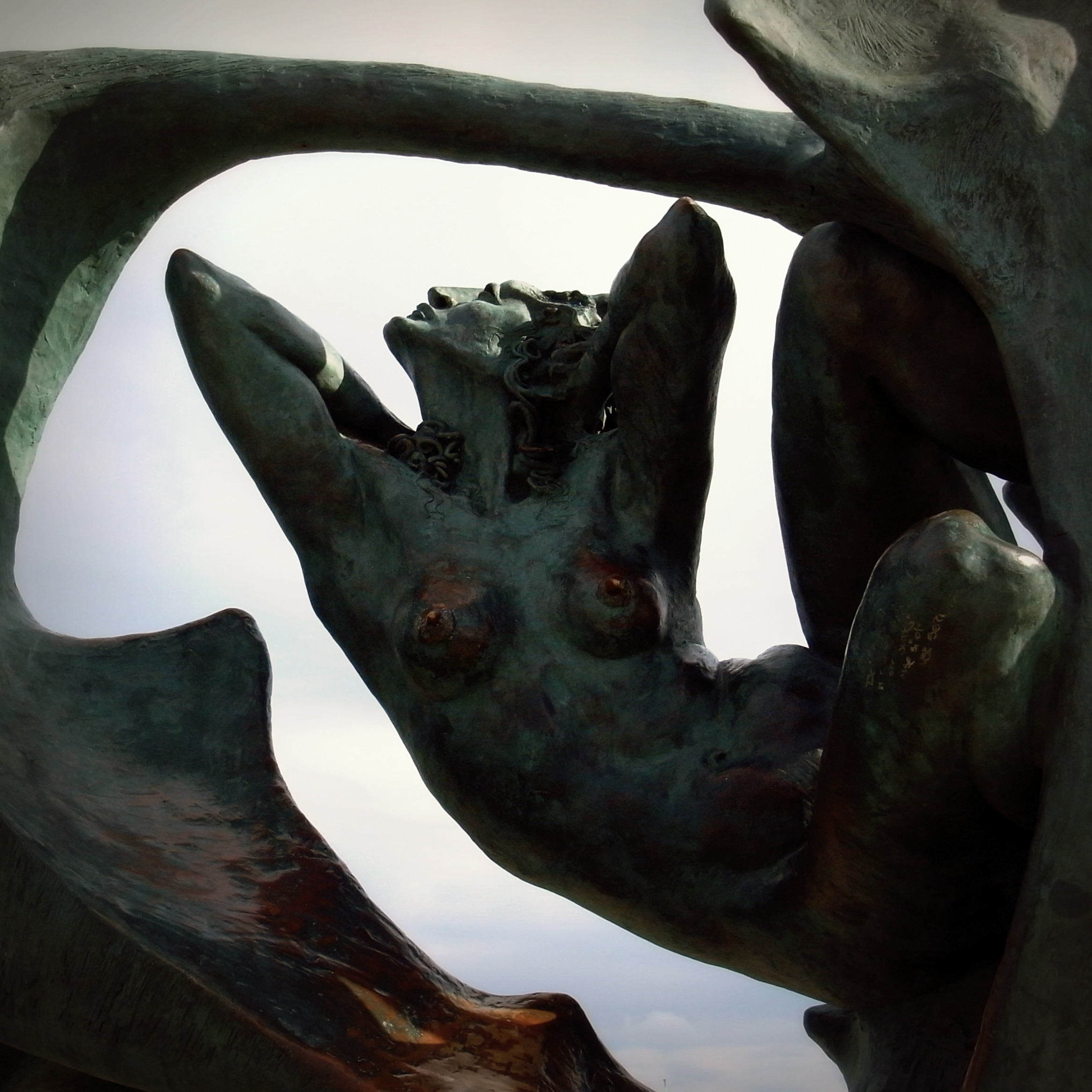
Pasífae (detalle), Vilanueva y Geltrú, Barcelona
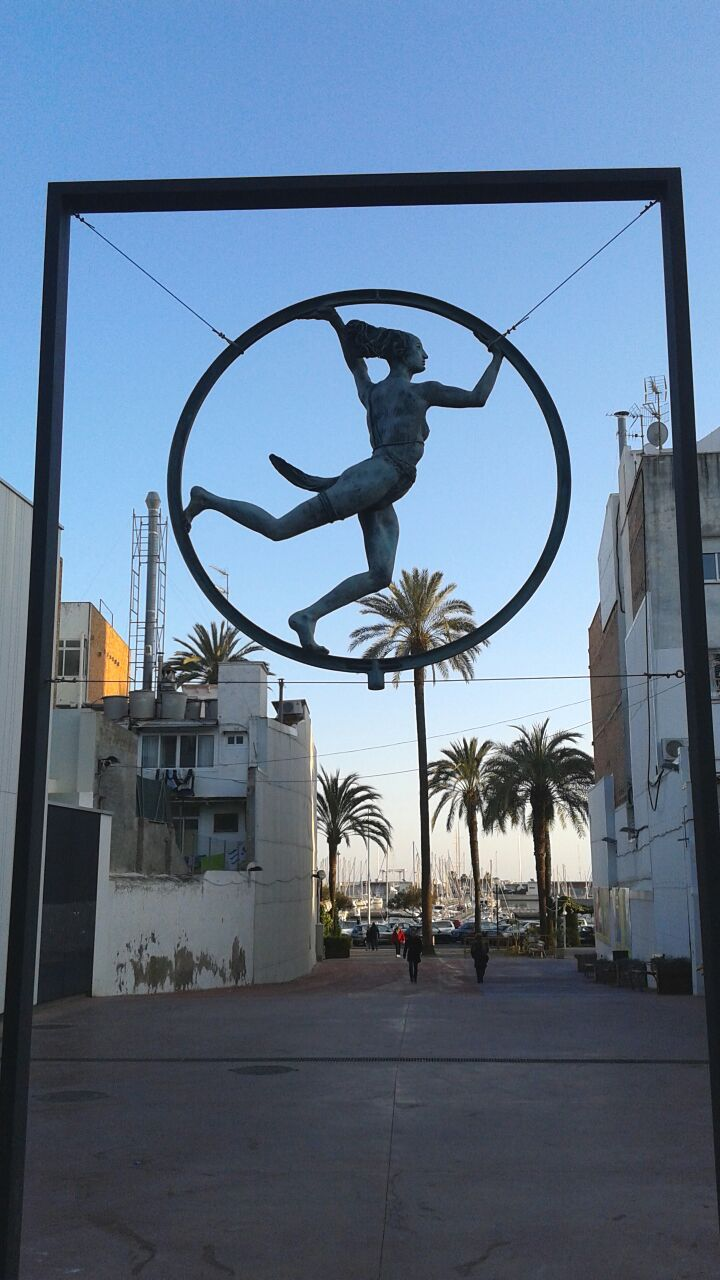
Ariadna en el círculo. Plaça Mediterrània, Villanueva y Geltrú. Barcelona

## Reconocimientos
Estruga ha recibido diversos premios a lo largo de su carrera:
| 1964 | Premio Codex para ilustrar una parte de El Quijote                                                     |
| 1965 | Medalla de oro para el proyecto de un estand modular para la firma John Deere. Feria del Campo. Madrid |
| 1966 | Beca de la Fundación Juan March para hacer una exposición de escultura                                 |
| 1974 | Primer premio de Dibujo en los Concursos Nacionales                                                    |
| 1987 | Premio Correo del Arte a la mejor exposición                                                           |
| 1992 | Premio Pámpana de Oro. Valdepeñas                                                                      |